# Comune distrettuale di Jonava
Il comune distrettuale di Jonava è uno dei 60 comuni della Lituania, situato nella regione dell'Aukštaitija.